# Dan Gurney
Daniel Sexton Gurney (Port Jefferson, New York, 1931. április 13. – Newport Beach, Kalifornia, 2018. január 14.
) amerikai autóversenyző, az 1967-es Le Mans-i 24 órás autóverseny győztese, volt Formula–1-es pilóta.

## Pályafutása
Dan Gurney apja énekes volt a Metropolitan Operában, New Yorkban. Visszavonulása (1947) után a család Riverside-ba, Kaliforniába költözött. Dan fiatalkorában gyorsulási és sportautóversenyeken indult. 19 éves korában egy saját építésű versenyautóval 222 km/h-val haladt a bonneville-i sós síkságon. A koreai háború alatt az Egyesült Államok hadseregében szolgált.
1958-ban elhagyta Amerikát, és átjött Európába Ferrari sportkocsikat vezetni. Az 1958-as Le Mans-i 24 órás versenyen az ötödik helyen adta át autóját csapattársának, aki végül összetörte azt.

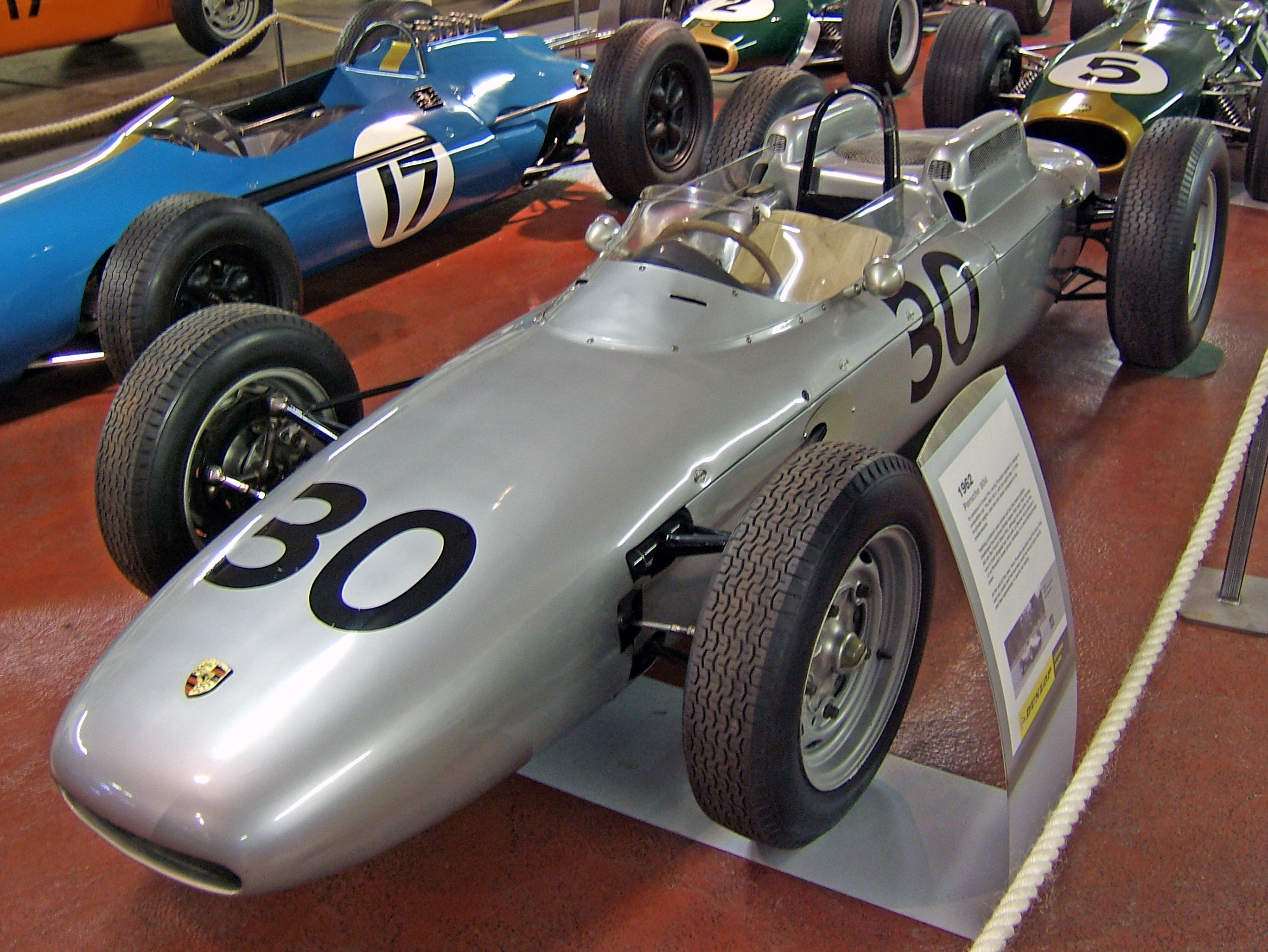
Porsche 804

Teljesítményére felfigyeltek, 1959-ben a Ferrari csapatával mutatkozott be a Formula–1-be, a francia nagydíjon. Mindössze négy versenyen két dobogós helyezést szerzett, de az év végén elhagyta a szigorú csapatvezetés miatt a Ferrarit. 1960-ban egy BRM-mel versenyzett, de nem szerzett pontot. A holland nagydíjon fékhiba miatt pályafutása legsúlyosabb balesetét szenvedte el: eltörte karját, és halálra gázolt egy fiatal nézőt. 1961-ben változtak a szabályok, Jo Bonnier csapattársaként a Porschéhez szerződött. Ebben az évben három második helyet szerzett. Reimsben nagyon közel került a győzelemhez, mindössze 1 tizedmásodperccel ért célba a győztes mögött.
1962-ben a Porsche egy jobb autót készített, Gurney pedig a francia nagydíjon megszerezte pályafutása első győzelmét. Egy héttel később megismételte a sikert egy nem világbajnoki versenyen, Stuttgart mellett. Az év végén a Porsche visszavonult a sportágból a magas költségek miatt. Gurney Jack Brabham csapatához csatlakozott, és megszerezte a Brabham első világbajnoki futamgyőzelmét 1964-ben, ismét Rouen-ban, a francia nagydíjon. Emellett egy másik győzelmet (1964, Mexikóváros) és 10 dobogós helyezést ért el.

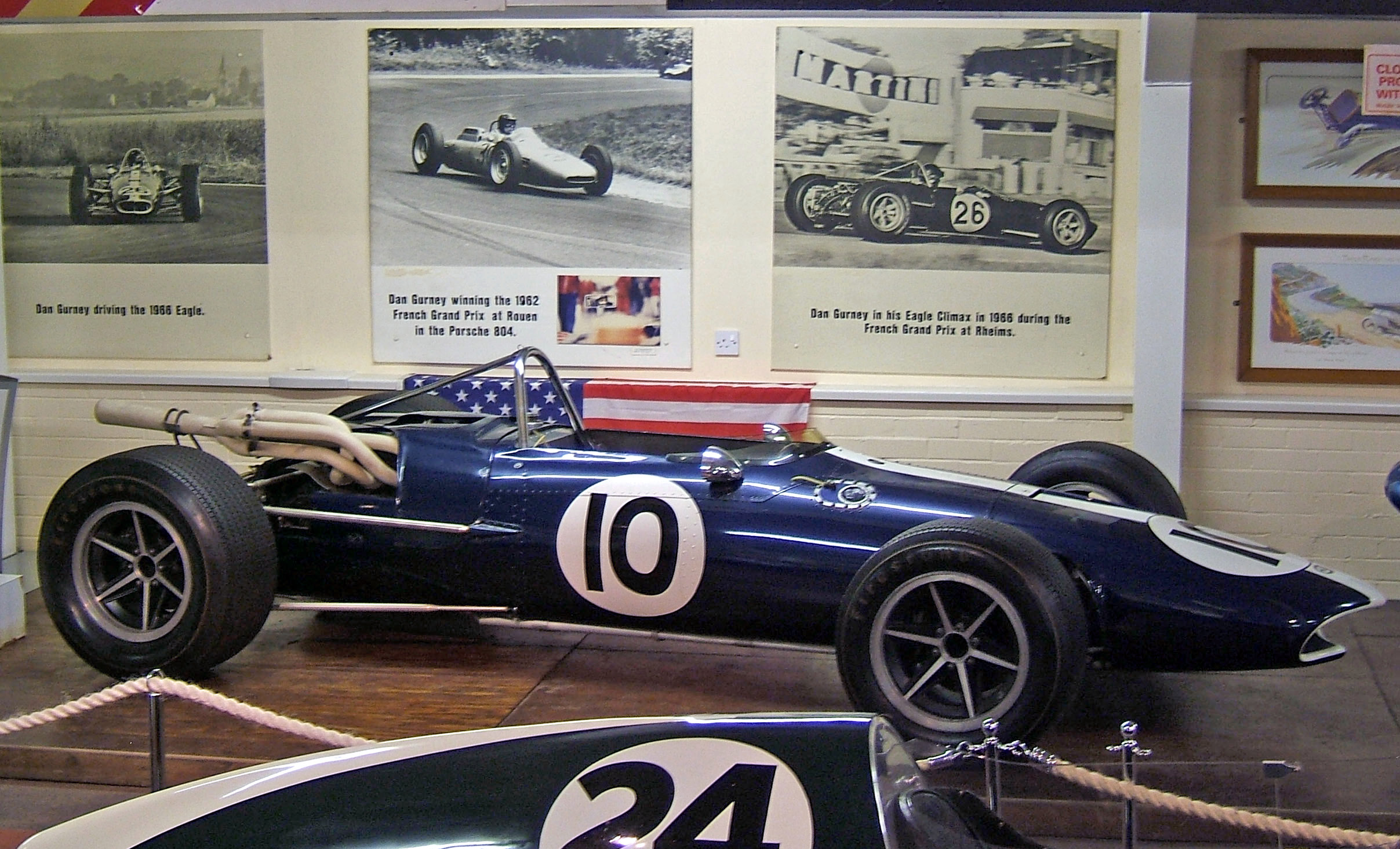
Eagle T2G

1966-tól saját csapatával, az Eagle-lel vett részt a versenyeken. Az Eagle-Weslake egyetlen győzelmét az 1967-es belga nagydíjon szerezte, ahol Jim Clark és Jackie Stewart problémáit kihasználva elsőként ért át a célvonalon.
Néhány nappal ezelőtt Gurney győzött a Le Mans-i 24 órás versenyen is egy Ford GT40-essel, A. J. Foyttal. Gurney a győzelmet követően spontán módon pezsgőt kezdett locsolni, megteremte ezzel a pezsgőzés szokását a motorsportban. Belgiumi győzelmének ellenére a Weslake motor és az autó megbízhatatlan bizonyult, az 1967-es német nagydíjon két körrel a leintés előtt tengelytörés miatt az élről esett ki az amerikai. Az 1968-as év végén Gurney már egy McLaren-Fordot vezetett. Utolsó versenye az 1970-es brit nagydíj volt. Formula–1-es pályafutásával párhuzamosan, 1962-től 1970-ig részt vett az indianapolisi 500 mérföldes versenyeken is. Két második (1968, 1969) és egy harmadik (1970) helyet szerzett, győznie azonban nem sikerült. Gurney szokatlan magassága folyamatos problémát jelentett karrierje során. Alacsonyabb versenyzőtársai előnybe kerültek vele szemben, alacsonyabb légellenállásuk miatt. Gurneyt lágy vezetési stílussal jellemezték, de ha úgy érezte, nincs veszítenivalója, agresszívebben és veszélyesebben vezetett (1967-ben egy Indycar verseny defekt miatt két körös hátrányba került, végül pedig győzött). Hozzá fűződik a Gurney flap feltalálása, egy kis aerodinamikai elem az autók hátsó szárnyán, amely növeli a leszorítóerőt. Gurney 1990-ben került fel a Nemzetközi Motorsport Szövetség halhatatlanjainak listájára.
Fia, Alex Gurney szintén autóversenyző.

## Eredményei

### Teljes Formula–1-es eredménysorozata
(Táblázat értelmezése)

(Félkövér: pole-pozícióból indult; dőlt: leggyorsabb kört futott) 

| Év   | Csapat  | 1      | 2      | 3      | 4      | 5      | 6      | 7      | 8      | 9      | 10     | 11     | 12     | 13  | Helyezés | Pont |
| ---- | ------- | ------ | ------ | ------ | ------ | ------ | ------ | ------ | ------ | ------ | ------ | ------ | ------ | --- | -------- | ---- |
| 1959 | Ferrari | MON    | 500    | NED    | FRA Ki | GBR    | GER 2  | POR 3  | ITA 4  | USA    |        |        |        |     | 7.       | 13   |
| 1960 | BRM     | ARG    | MON Hn | 500    | NED Ki | BEL Ki | FRA Ki | GBR 10 | POR Ki | ITA    | USA Ki |        |        |     | –        | 0    |
| 1961 | Porsche | MON 5  | NED 10 | BEL 6  | FRA 2  | GBR 7  | GER 7  | ITA 2  | USA 2  |        |        |        |        |     | 4.       | 21   |
| 1962 | Porsche | NED Ki | MON Ki |        | FRA 1  | GBR 9  | GER 3  | ITA Ki | USA 5  | RSA    |        |        |        |     | 5.       | 15   |
| 1962 | Seidel  |        |        | BEL Ni |        |        |        |        |        |        |        |        |        |     | 5.       | 15   |
| 1963 | Brabham | MON Ki | BEL 3  | NED 2  | FRA 5  | GBR Ki | GER Ki | ITA 14 | USA Ki | MEX 6  | RSA 2  |        |        |     | 5.       | 19   |
| 1964 | Brabham | MON Ki | NED Ki | BEL 6  | FRA 1  | GBR 13 | GER 10 | AUT Ki | ITA 10 | USA Ki | MEX 1  |        |        |     | 6.       | 19   |
| 1965 | Brabham | RSA Ki | MON    | BEL 10 | FRA Ki | GBR 6  | NED 3  | GER 3  | ITA 3  | USA 2  | MEX 2  |        |        |     | 4.       | 25   |
| 1966 | Eagle   | MON    | BEL Ki | FRA 5  | GBR Ki | NED Ki | GER 7  | ITA Ki | USA Ki | MEX 5  |        |        |        |     | 12.      | 4    |
| 1967 | Eagle   | RSA Ki | MON Ki | NED Ki | BEL 1  | FRA Ki | GBR Ki | GER Ki | CAN 3  | ITA Ki | USA Ki | MEX Ki |        |     | 8.       | 13   |
| 1968 | Eagle   | RSA Ki | ESP    | MON Ki | BEL    |        | FRA    | GBR Ki | GER 9  | ITA Ki | CAN Ki | USA 4  | MEX Ki |     | 21.      | 3    |
| 1968 | Brabham |        |        |        |        | NED Ki |        |        |        |        |        |        |        |     | 21.      | 3    |
| 1970 | McLaren | RSA    | ESP    | MON    | BEL    | NED Ki | FRA 6  | GBR Ki | GER    | AUT    | ITA    | CAN    | USA    | MEX | 24.      | 1    |

### Le Mans-i 24 órás autóverseny
| Év   | Csapat                           | Autó                          | Csapattárs     | Helyezés | Kiesés oka |
| ---- | -------------------------------- | ----------------------------- | -------------- | -------- | ---------- |
| 1958 | North American Racing Team       | Ferrari 250TR                 | Bruce Kessler  | Kiesett  | Baleset    |
| 1959 | Scuderia Ferrari                 | Ferrari 250TR59               | Jean Behra     | Kiesett  |            |
| 1960 | Briggs S. Cunningham             | Jaguar D-Type 2A              | Walt Hansgen   | Kiesett  |            |
| 1961 | Porsche System Engineering       | Porsche 718/4 RS Coupe        | Joakim Bonnier | Kiesett  | Motorhiba  |
| 1962 | Scuderia SS Republica di Venezia | Ferrari 250TR/61              | Joakim Bonnier | Kiesett  |            |
| 1963 | North American Racing Team       | Ferrari 330LMB                | Jim Hall       | Kiesett  |            |
| 1964 | Shelby American Inc.             | AC Shelby Cobra Daytona Coupé | Bob Bondurant  | 4.       |            |
| 1965 | Shelby American Inc.             | AC Shelby Cobra Daytona Coupé | Jerry Grant    | Kiesett  |            |
| 1966 | Shelby American Inc.             | Ford GT40 MK.II               | Jerry Grant    | Kiesett  |            |
| 1967 | Shelby American Inc.             | Ford GT40 MK.IV               | A. J. Foyt     | Győzelem |            |

### Indy 500
| Év   | Modell   | Motor | Rajthely | Eredmény |
| ---- | -------- | ----- | -------- | -------- |
| 1962 | Thompson | Buick | 8.       | 20.      |
| 1963 | Lotus    | Ford  | 12.      | 7.       |
| 1964 | Lotus    | Ford  | 6.       | 17.      |
| 1965 | Lotus    | Ford  | 3.       | 26.      |
| 1966 | Eagle    | Ford  | 19.      | 27.      |
| 1967 | Eagle    | Ford  | 2.       | 21.      |
| 1968 | Eagle    | Ford  | 10.      | 2.       |
| 1969 | Eagle    | Ford  | 10.      | 2.       |
| 1970 | Eagle    | Offy  | 11.      | 3.       |